# Хвитаурватн
Хви́таурватн (Квитаурватн; (исл. Hvítárvatn — «озеро белой реки») — озеро в Исландии.

## География
Озеро Хвитаурватн находится на западе Центральной Исландии, восточнее ледника Лаунгйёкюдль, на высоте 419 метров над уровнем моря. Площадь озера составляет 29,6 км². Наибольшая глубина — 84 метра.
Название озера происходит от имени реки Хвитау, берущей в нём свой исток, и переводится как «белая вода», что указывает на ледниковое происхождение Хвитаурватна. Действительно, в озеро впадает река Фулаквисль, берущая своё начало в леднике Лаунгйёкюдль. Кроме этого, светлая вода озера обязана своим цветом также языкам ледника (глетчера), временами спускающимся до самого озера. Иногда на озере даже можно наблюдать небольшие айсберги, плывущие по его поверхности.